# Süderaue

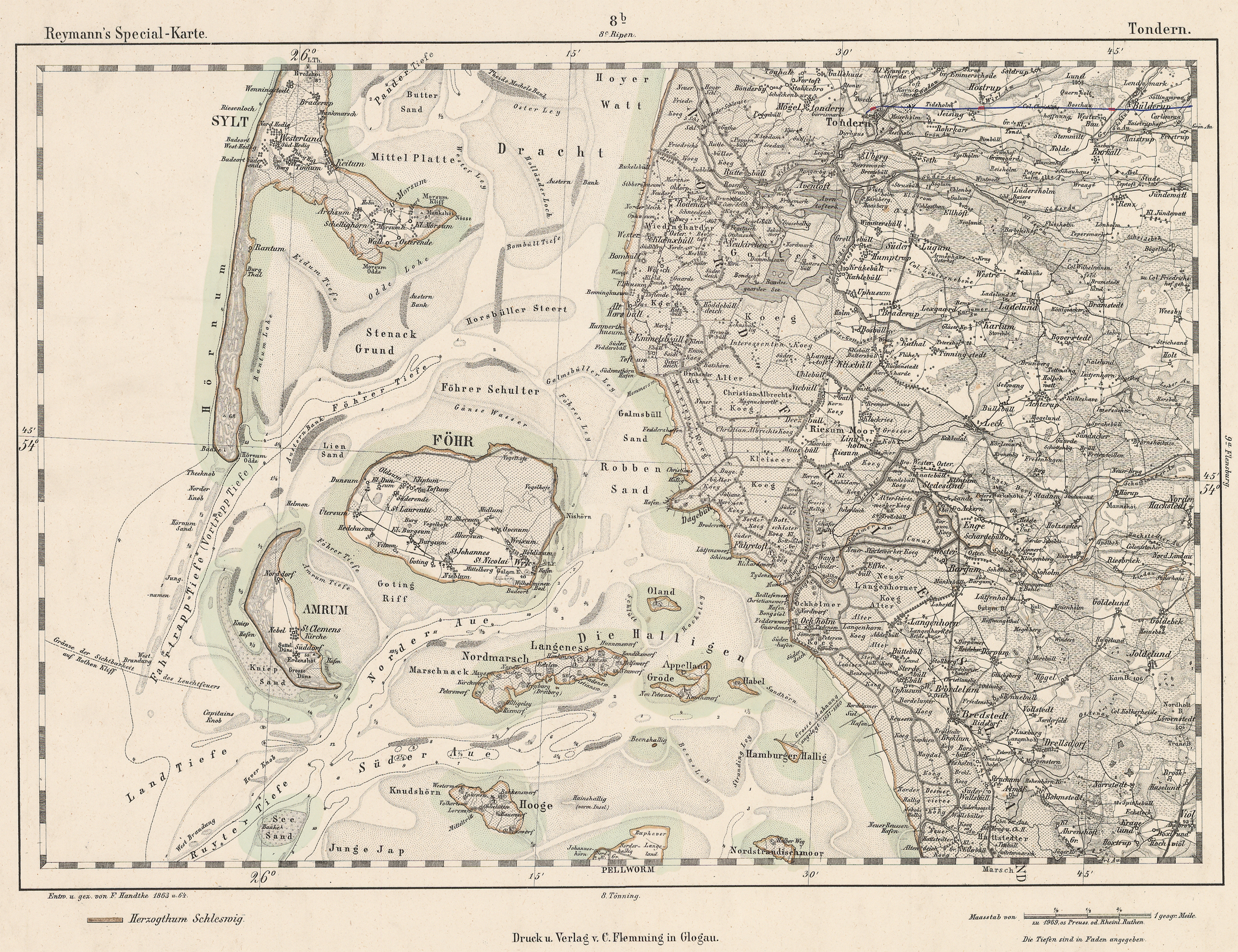
Süderaue auf dem Kartenblatt von 1864, südlich von Langeneß

Die Süderaue (dänisch: Sønderaa, nordfriesisch: a Söler la), auch Süder Aue, ist ein Priel, der nordwestlich von Pellworm durch das nordfriesische Wattenmeer verläuft.